# Roússa Ekklisía
Roússa Ekklisía ou Roúsa Ekklisía, en grec moderne : Ρούσσα Εκκλησία/Ρούσα Εκκλησιά est un village du dème de Sitía, en Crète, en Grèce. Selon le recensement de 2011, la population de Roússa Ekklisía compte 194 habitants. Le village est situé à une altitude de 340 m et à une distance de 9 km de Sitía.